# Wewahitchka
Wewahitchka é uma cidade localizada no estado norte-americano da Flórida, no condado de Gulf. Foi incorporada em 1959.

## Geografia
De acordo com o United States Census Bureau, a cidade tem uma área de 20 km², onde 16,8 km² estão cobertos por terra e 3,2 km² por água.

### Localidades na vizinhança
O diagrama seguinte representa as localidades num raio de 40 km ao redor de Wewahitchka.

## Demografia
Segundo o censo nacional de 2010, a sua população é de 1 981 habitantes e sua densidade populacional é de 117,5 hab/km². É a localidade menos populosa do condado de Gulf e também a que, em 10 anos, teve o maior crescimento populacional do condado. Possui 1 077 residências, que resulta em uma densidade de 63,9 residências/km².